# Chiesa dello Spirito Santo (Siracusa)

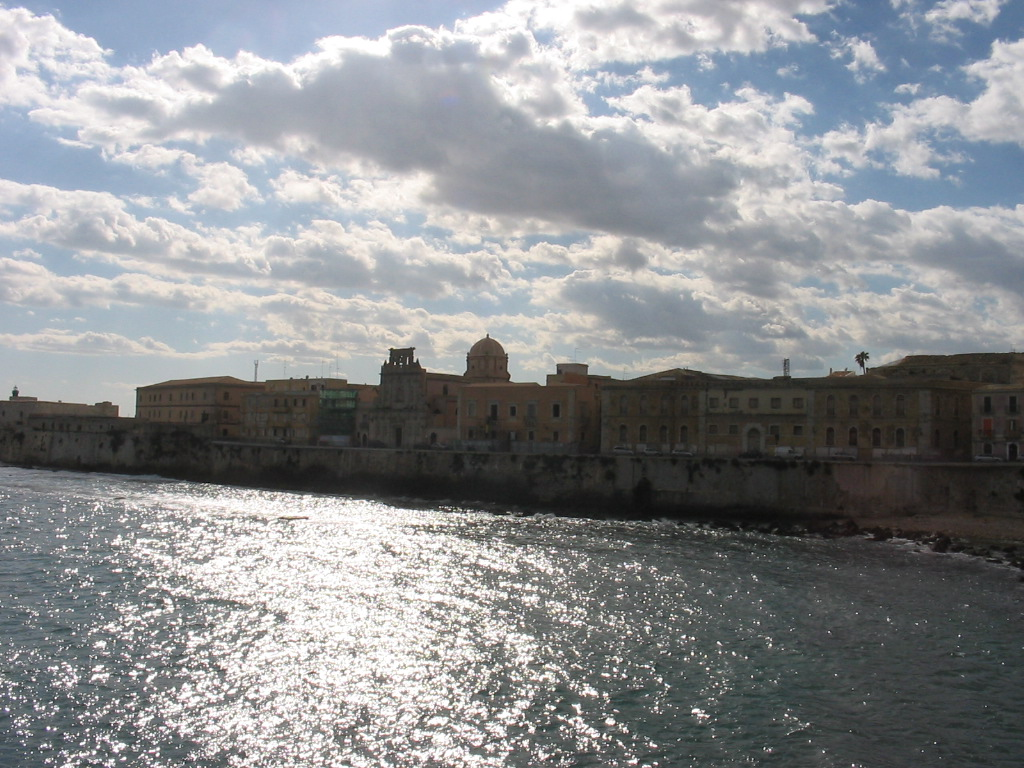
La chiesa con la cupola viste dal lungo mare d'Ortigia

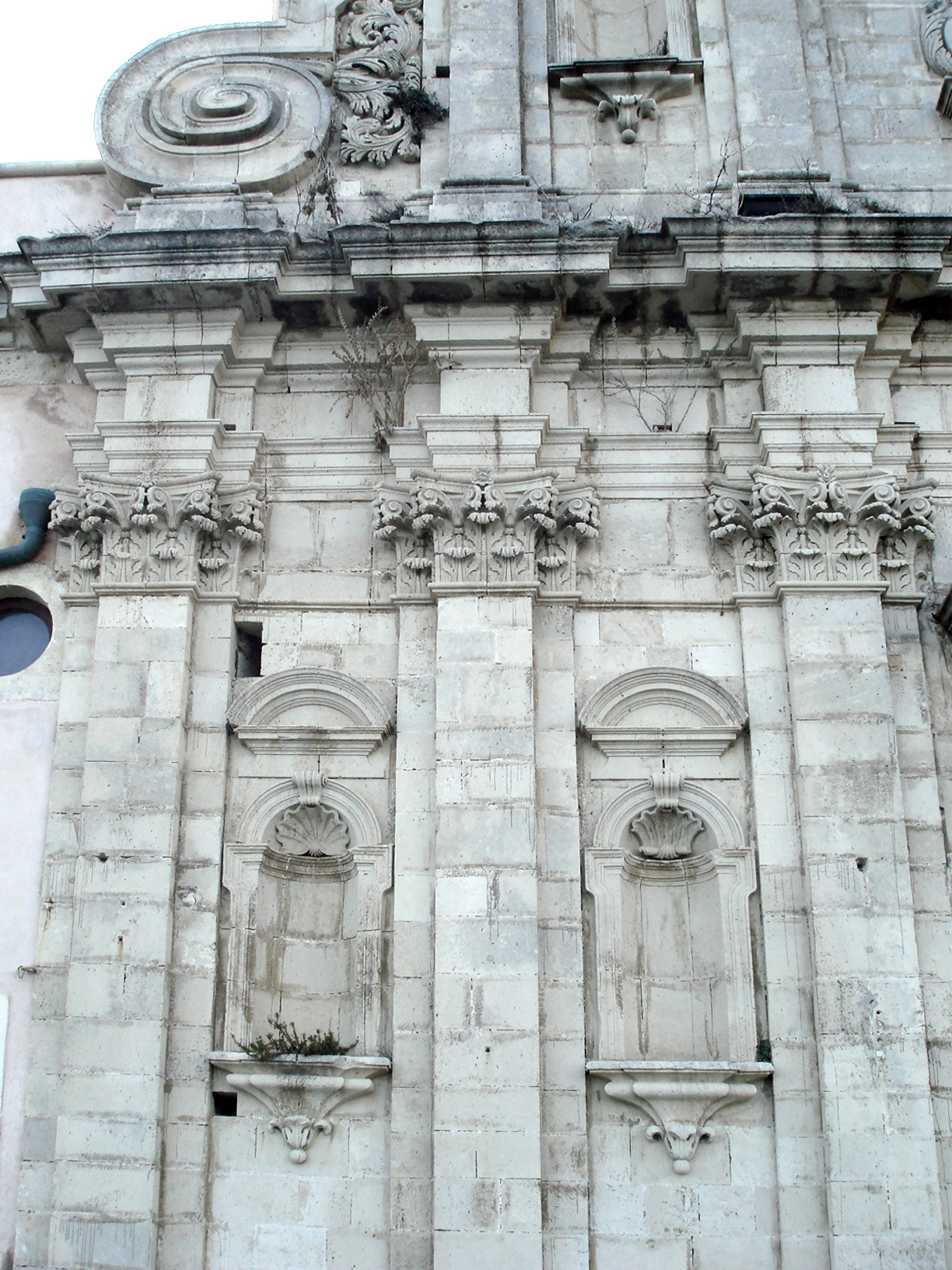
Particolare della facciata, chiesa dello Spirito Santo

La chiesa dello Spirito Santo si trova sul lungo mare d'Ortigia, a Siracusa.

## Storia
La chiesa venne edificata durante la dominazione spagnola di Sicilia, costruita dall'architetto Pompeo Picherali, nel 1727, è una delle quattro basiliche volute dal vescovo Germano, nel IV secolo. Questa affermazione è ascrivibile alla parola di Giuseppe Capodieci priore della Chiesa in epoca post terremoto 1693 e ripresa, probabilmente, da Serafino Privitera. In effetti nel IV sec. il valore teologale dello Spirito Santo doveva ancora affermarsi e sarebbe stato tecnicamente impossibile titolare una fabbrica a ciò. Si ha più certezza della prima fabbrica circa la chiesa dello Spirito Santo nel XIV secolo, atterrata dai terremoti del 1542 e 1693. Si ha ulteriore certezza che le prime fabbriche chiesastiche di Ortigia, all'indomani dell'Editto di Costantino e dell'abolizione del Paganesimo da parte di Teodosio I furono San Pietro, San Paolo, San Giovanni Battista, San Pietro ad Bajas a Tremilia e San Foca nell'Agro Priolese.
Venne ristrutturata notevolmente nel XVII secolo.
All'interno vi si trovano affreschi del pittore Ermenegildo Martorana, raffiguranti le Virtù e di Antonio Madiona.

## Descrizione
La facciata della chiesa ha tre ordini raccordati da volute e scandita da lesene, sormontati da una trifora e divisi da un imponente cornicione dalla linea spezzata altamente plastica. Tutta la facciata, risolta con bianco luminoso calcare, tipica roccia siracusana, è un continuo gioco di piani e di sagome definito in ogni nodo strutturale con decorazioni morbide e fantasiose. I capitelli sono in stile corinzio.
La chiesa conserva l'unica cupola esterna di Siracusa; anch'essa in stile barocco, al suo interno conserva un pregiato organo a canne.
Dal tetto del campanile si può ammirare la vista del mare, che dista pochi metri dalla chiesa. Si vedono inoltre, grazie alla sua altezza e posizione, anche i tetti delle chiese adiacenti, e le campane che essa conserva.

## Opere documentate
- ?, Santissima Trinità raffigurata con San Giacomo e Santo Stefano, olio su tavola in stile bizantineggiante.[1]
- ?, San Marziano, olio su tavola.[1]
- XVIII secolo, Maria Addolorata, olio su tela, opera di Sofio Ferreri.[1]
- XVIII secolo, Papa Gregorio, olio su tela, opera di Antonino Dominicis.[1]

## Eventi culturali
Nel dicembre 2012 la chiesa ha ospitato un concerto di lirica internazionale, per ricordare il 5º anniversario della scomparsa di monsignor Sebastiano Gozzo.
L'iniziativa, a scopo benefico, ha avuto un risvolto positivo per i tanti siracusani che vi hanno preso parte.